# Zlukov

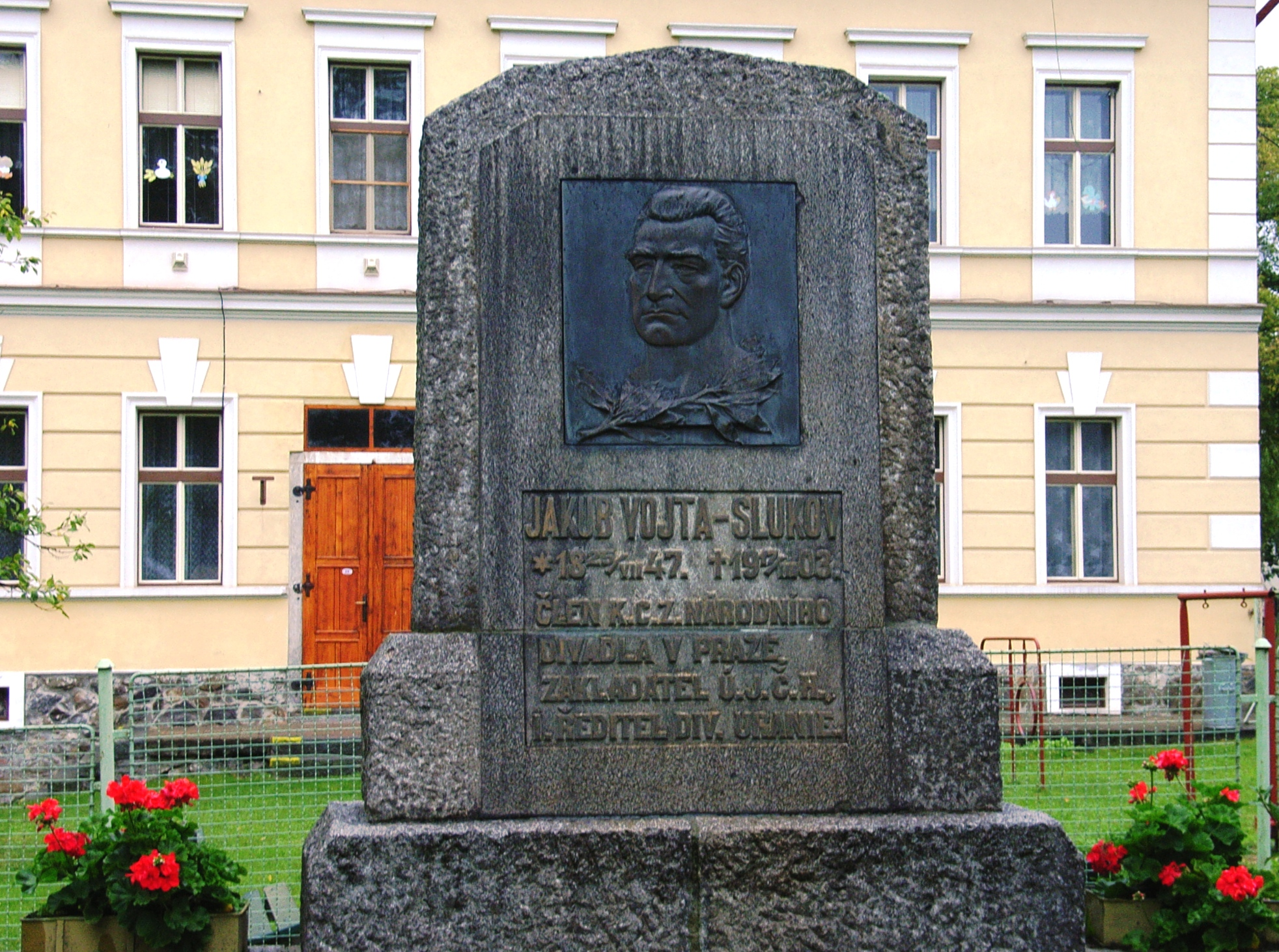
Gedenkstein für Jakub Vojta Slukov

Zlukov (deutsch Slukow, früher Slukau) ist eine Gemeinde in Tschechien. Sie liegt vier Kilometer östlich des Stadtzentrums von Veselí nad Lužnicí in Südböhmen und gehört zum Okres Tábor.

## Geographie
Zlukov befindet sich rechtsseitig von Nežárka und Lainsitz auf einer Anhöhe im Wittingauer Becken. Südlich erhebt sich die Kalina (442 m) und im Westen der Na Klobásné (470 m). Östlich des Dorfes entspringt der Bach Zlukovský potok, der dort im Teich Nový rybník gestaut wird. Gegen Süden befindet sich am gleichen Bach der Teich Farářský rybník.
Nachbarorte sind Řípec und Přehořov im Norden, Doňov, Újezdec und Bašta im Nordosten, Vávrovka, Pleše und Kardašova Řečice im Osten, Vřesná, Kostroun, Ovčín, Baldýnka und Nítovice im Südosten, Drahov, Vlkov, Hlavičky und Dehetník im Süden, Horusice im Südwesten, Tyršova čtvrť und Mezímostí nad Nežárkou im Westen sowie Dráchov im Nordwesten.

## Geschichte
Die westlich des Dorfes im Wald Klobásná gelegenen Hügelgräberstätten Klobásná I und Klobásná II belegen eine frühzeitliche Besiedlung der Gegend.
Die erste schriftliche Erwähnung des zu den Besitzungen der Witigonen gehörigen Dorfes Zlukov erfolgte im Jahre 1200. Der Ort war im Zuge der deutschen Kolonisation entstanden, seine Bewohner trugen Namen wie Ulrich und Herbold. Im Jahre 1382 überließen die Brüder Vyšata und Buzek von Machovice das Dorf König Wenzel IV. Ab 1448 gehörte das Gut dem Ritter Heřman Smrčka von Mnich und ab 1466 dessen Söhnen. Später fiel das Gut an die böhmische Krone heim. König Vladislav II. Jagiello schenkte Zlukov 1492 seinem Kämmerer Heinrich von Neuhaus, der den Besitz 1501 seiner Schwiegermutter Katharina von Sachsen, der Ehefrau Heinrichs von Münsterberg, verkaufte. Später fiel das Gut Adam II. von Neuhaus zu, der es 1585 an die Herrschaft Kardašova Řečice anschloss. Nach dem Tode von Joachim Ulrich von Neuhaus erbten die Grafen Slavata den Besitz und schlugen Drahov 1693 der Herrschaft Kardašova Řečice zu.
Zwei Jahre später erbten Johann Maximilian und Karl Joseph von Götz den Besitz. Seit 1720 sind in Zlukov tschechische Siedler nachweisbar. Karl Joseph von Götz, der seit 1717 alleiniger Besitzer war, verkaufte die Herrschaft 1725 an Johann Ferdinand von Kuefstein, der sie noch um die Güter Vřesná und Pleše erweiterte. Von ihm kaufte sie 1740 Johann Wenzel von Caretto-Millesimo, Markgraf von Savona, der sie 1746 an Karl Graf Swéerts-Sporck veräußerte. Dieser verkaufte die Herrschaft 1752 an Joseph Freiherrn von Jungwirth. Im Jahre 1768 tauschte Joseph von Jungwirth die Herrschaft bei Wenzel Fürst von Paar gegen Budišov ein. Im Jahre 1840 bestand Slukau/Zlukow aus 49 Häusern mit 317 Einwohnern. Pfarrort war Drahles. Bis zur Mitte des 19. Jahrhunderts blieb das Dorf immer der Herrschaft Kardašova Řečice und den Fürsten Paar untertänig.
Nach der Aufhebung der Patrimonialherrschaften bildete Slukov/Slukau ab 1850 eine Gemeinde in der Bezirkshauptmannschaft Třeboň/Wittingau und dem Gerichtsbezirk Veselí nad Lužnicí. Auf den Dorfplatz entstand 1875 eine hölzerne Kapelle, die 1916 niederbrannte. 1904 erfolgte der Bau eines Schulhauses für einen zweiklassigen Unterricht. Zu dieser Zeit bestand die Einwohnerschaft überwiegend aus Tschechen. Ein Großteil der Bewohner war in Mezímostí beim Eisenbahnbau beschäftigt. Im Jahre 1921 bestand das Dorf aus 64 Häusern, in denen 404 Personen lebten. 1926 wurde die neue Straße nach Újezdec gebaut. Die Dorfschmiede wurde 1957 abgerissen. Nach der Aufhebung des Okres Třeboň wurde Zlukov 1948 Teil des Okres Soběslav. Dieser wurde 1961 wieder aufgelöst und Zlukov dem Okres Tábor zugeordnet. Am 1. Jänner 1976 wurde Zlukov nach Veselí nad Lužnicí eingemeindet. Nach einem Referendum löste sich das Dorf zum 24. November 1990 wieder los und bildet seither wieder eine eigene Gemeinde.

## Gemeindegliederung
Für die Gemeinde Zlukov sind keine Ortsteile ausgewiesen.

## Sehenswürdigkeiten
- Hügelgrabstätten Klobásná I und II, westlich des Dorfes im gleichnamigen Wald
- Kapelle des hl. Johannes von Nepomuk auf dem Dorfplatz, errichtet 1875
- Gedenkstein für Jakub Vojta Slukov vor der Schule, er wurde 1910 errichtet und ist damit der älteste Gedenkstein für einen Schauspieler in Tschechien
- Gedenktafel am Geburtshaus von Jakub Vojta Slukov, enthüllt 1937
- Gedenkstein der Gefallenen des Ersten Weltkrieges, errichtet 1926
- Prismatischer Meilenstein mit Witigonenrose aus dem Jahre 1561
- Naturdenkmal Farářský rybník mit Population der Weißen Seerose
- Denkmalgeschütztes Gut Nr. 28
- Hochseilgarten Vávrovka

## Söhne und Töchter der Gemeinde
- Vojta Slukov, eigentlich Jakub Vojta (1847–1903), Schauspieler und Regisseur